# Quatipuruzinho-bigodeiro
O quatipuruzinho-bigodeiro (Microsciurus flaviventer) é uma espécie de roedor da família Sciuridae. Pode ser encontrada no Brasil, Peru, Equador e Colômbia.